# Jennifer Rojas
Jennifer Carolina Rojas García es una asistente social y política chilena, miembro de Renovación Nacional (RN). Entre julio de 2021 y marzo de 2022 se desempeñó como Delegada Presidencial de la Región de Magallanes y la Antártica Chilena, bajo la presidencia de Sebastián Piñera.

## Datos biográficos
Egresó como asistente social de la Universidad de Magallanes y posteriormente obtuvo un diplomado en Gestión y Dirección en Recursos Humanos de la Universidad Mariano Egaña y un postítulo en Mediación Social de Conflictos Familiares de la Universidad de Chile.

### Trayectoria profesional

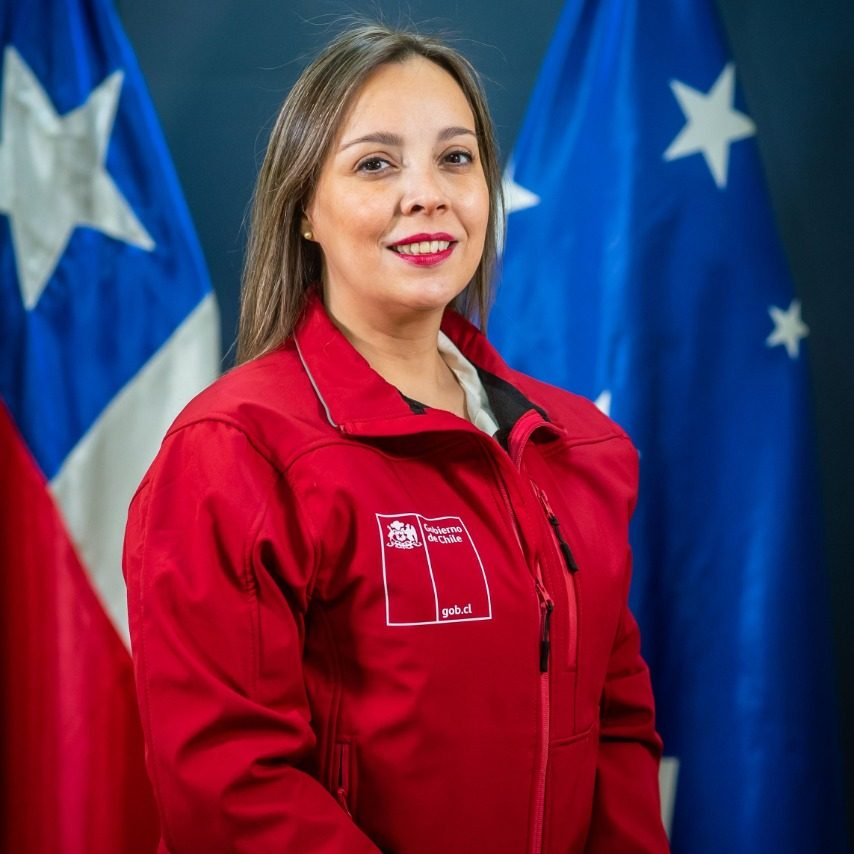
Jennifer Rojas como Intendenta de Magallanes.

Ha ejercido su profesión como asistente social en el Servicio de Salud de Magallanes y la Municipalidad de Punta Arenas.
Entre 2012 y 2015 se desempeñó como directora regional del Servicio Nacional para la Prevención y Rehabilitación del Consumo de Drogas y Alcohol (SENDA) y  posteriormente estuvo ejerciendo el cargo de coordinadora regional de seguridad pública de la Región de Magallanes, hasta 2020. El 22 de septiembre de ese año fue designada por el presidente Sebastián Piñera como intendenta de la Región de Magallanes y la Antártica Chilena, luego de la renuncia de José Fernández Dübrock por el incremento de casos de COVID-19 en la región.